# Sainte-Opportune-du-Bosc
Sainte-Opportune-du-Bosc és un municipi francès situat al departament de l'Eure i a la regió de Normandia. L'any 2007 tenia 596 habitants.

## Demografia

### Població
El 2007 la població de fet de Sainte-Opportune-du-Bosc era de 596 persones. Hi havia 189 famílies de les quals 26 eren unipersonals (15 homes vivint sols i 11 dones vivint soles), 57 parelles sense fills i 106 parelles amb fills.
La població ha evolucionat segons el següent gràfic:
Habitants censats

### Habitatges
El 2007 hi havia 221 habitatges, 195 eren l'habitatge principal de la família, 16 eren segones residències i 10 estaven desocupats. 216 eren cases i 6 eren apartaments. Dels 195 habitatges principals, 176 estaven ocupats pels seus propietaris, 16 estaven llogats i ocupats pels llogaters i 3 estaven cedits a títol gratuït; 1 tenia una cambra, 6 en tenien dues, 21 en tenien tres, 43 en tenien quatre i 125 en tenien cinc o més. 154 habitatges disposaven pel capbaix d'una plaça de pàrquing. A 68 habitatges hi havia un automòbil i a 123 n'hi havia dos o més.

### Piràmide de població
La piràmide de població per edats i sexe el 2009 era:
| Homes | Edats   | Dones |
| ----- | ------- | ----- |
| 0     | 95 o +  | 0     |
| 0     | 90 a 94 | 0     |
| 0     | 85 a 89 | 0     |
| 0     | 80 a 84 | 0     |
| 4     | 75 a 79 | 4     |
| 0     | 70 a 74 | 0     |
| 8     | 65 a 69 | 4     |
| 0     | 60 a 64 | 12    |
| 28    | 55 a 59 | 4     |
| 4     | 50 a 54 | 20    |
| 12    | 45 a 49 | 4     |
| 4     | 40 a 44 | 8     |
| 12    | 35 a 39 | 12    |
| 16    | 30 a 34 | 12    |
| 20    | 25 a 29 | 16    |
| 16    | 20 a 24 | 20    |
| 24    | 15 a 19 | 4     |
| 12    | 10 a 14 | 12    |
| 4     | 5 a 9   | 4     |
| 12    | 0 a 4   | 0     |

## Economia
El 2007 la població en edat de treballar era de 387 persones, 303 eren actives i 84 eren inactives. De les 303 persones actives 283 estaven ocupades (157 homes i 126 dones) i 18 estaven aturades (9 homes i 9 dones). De les 84 persones inactives 30 estaven jubilades, 26 estaven estudiant i 28 estaven classificades com a «altres inactius».

### Ingressos
El 2009 a Sainte-Opportune-du-Bosc hi havia 211 unitats fiscals que integraven 656,5 persones, la mediana anual d'ingressos fiscals per persona era de 21.166 €.

### Activitats econòmiques
Dels 18 establiments que hi havia el 2007, 1 era d'una empresa extractiva, 4 d'empreses de construcció, 2 d'empreses de comerç i reparació d'automòbils, 2 d'empreses d'hostatgeria i restauració, 1 d'una empresa d'informació i comunicació, 3 d'empreses immobiliàries, 4 d'empreses de serveis i 1 d'una empresa classificada com a «altres activitats de serveis».
Dels 5 establiments de servei als particulars que hi havia el 2009, 1 era un guixaire pintor, 2 lampisteries, 1 empresa de construcció i 1 agència immobiliària.
L'any 2000 a Sainte-Opportune-du-Bosc hi havia 5 explotacions agrícoles.

## Poblacions properes
El següent diagrama mostra les poblacions més properes.